# Beumer Group
Die Beumer Group GmbH & Co. KG, mit Sitz in Beckum, ist ein international tätiges Maschinen- und Anlagenbauunternehmen mit den Schwerpunkten Intralogistik und Förderanlagen. Zusammen mit Beumer Group A/S beschäftigt die Beumer Group etwa 5100 Mitarbeiter. Die Unternehmensgruppe erwirtschaftete 2021 einen Jahresumsatz von rund 1100 Millionen Euro. Das Unternehmen verfügt über Niederlassungen auf allen Kontinenten und wickelt seinen Export mit Vertretungen in 70 Ländern ab.
Die Produkte reichen von verschiedenen Fördersystemen, Anlagen von Stück- und Schüttgut, Palettiertechnik bis hin zur Verpackungstechnik, mit entsprechenden Verpackungsmaschinen, Sortier- und Verteilsystemen.
Zu den wichtigsten Branchen gehören Gepäckabfertigungssysteme, Getränke & Lebensmittel, Baustoffindustrie, chemische Industrie, Post & Parcel sowie Warehouse & Logistik.

## Unternehmensgeschichte
1935 gründete Bernhard Beumer die Firma. Sie expandierte 1977 in die USA (Beumer Corporation), 1983 nach Australien (Beumer Australia, in Adelaide) und 1993 nach Südamerika (Beumer Latinoamericana Equipamentos Ltda. in Campinas, Brasilien). Seit 1994 werden Sortier- und Verteilanlagen durch Beumer Corporation in den USA direkt vermarktet. Mit der Gründung der Tochtergesellschaft Beumer Machinery (Shanghai) Co., Ltd. in China 2006 eröffnete der zweite Produktionsstandort. Am 28. August 2009 übernahm Beumer vom bisherigen Besitzer, Melrose Plc, alle Geschäftsanteile von Crisplant a/s, mit Sitz in Aarhus, Dänemark. Im Jahr 2011 übernahm Beumer die Enexco Teknologies India Limited und erweiterte so ihre Stellung im Bereich der Zementindustrie. Im Mai 2022 wurde bekannt, dass Beumer den Magdeburger Anbieter von Förderanlagen und Verladetechnik, die FAM Minerals & Mining GmbH (ehemals FAM GmbH), übernommen hat.

## Beteiligungen
Im September 2012 hat Beumer die Mehrheitsanteile der Indec Airport Automation (IAA) erworben. Der Flughafenausrüster mit Sitz im belgischen Bree fertigt Produkte für die automatische Verladung von Gepäck in Flugzeuge.